# 192

## Събития
- Римският император Комод е удушен в заговор, организиран от любивницата му.

## Починали
- Лукиан от Самосата, старогръцки писател
- 31 декември – Комод, римски император